# Natatolana vieta
Natatolana vieta är en kräftdjursart som först beskrevs av Hale1925.  Natatolana vieta ingår i släktet Natatolana och familjen Cirolanidae. Inga underarter finns listade i Catalogue of Life.